# Locman
Locman, el Sabio (سورة لقمان en árabe clásico original), también llamado Luqman, Lokman o Locmano, fue un célebre y legendario fabulista musulmán, equivalente en la cultura árabe a Esopo.

## Biografía
Se ignora la época en que vivió. Se le nombra en el Corán, XXXI, suras 12 y 13:
- Dimos a Luqmán la sabiduría: "¡Sé agradecido con Alá! Quien es agradecido lo es, en realidad, en provecho propio. Quien es desagradecido... Alá Se basta a Sí mismo, es digno de alabanza". Y cuando Luqmán amonestó a su hijo, diciéndole: "¡Hijito! ¡No asocies a Alá otros dioses, que la asociación es una impiedad enorme!"

Unos lo creen nieto de Job o biznieto de Abraham y otros lo hacen contemporáneo y consejero de David. Los comentaristas del Corán lo identifican con el Balaam del Pentateuco. Se le atribuye un grupo de fábulas preislámicas publicadas en Europa por primera vez en Holanda en traducción latina en 1615. Pero esta colección muestra provenir en parte de la tradición esópica occidental y en parte de la literatura hindú. Incluso se cree que su compilador y refundidor pudo ser del siglo XIII, un cristiano copto egipcio llamado Barsuma, que fue confundido con el personaje anterior. Algunas tradiciones coincidentes indican que era un esclavo de origen etíope y otras lo muestran como zapatero, sastre, carpintero y pastor; otras identifican al legendario Locman con el igualmente legendario Esopo, de forma que serían en realidad la misma persona.

## Ediciones
La primera edición en español del fabulario de Locman se hizo en 1784, con el título Fábulas de Locman el Sabio traducidas de prosa árabe al verso latino por D. Manuel Lasala; y al castellano por D. Miguel Garcia Asensio, Madrid: Plácido Barco López, 1784. Sus autores fueron el ilustrado jesuita Manuel Lassala San Germán (1738-1806), y el arabista Miguel García Asensio. Utilizaron la primera edición europea, la latina del orientalista holandés Thomas Erpenius (Thomas van Erpe) (1584-1624), Locmani sapientis fabulae et selecta quaedam arabum adagio, cum interpretatio latina et notis (Leiden, 1615). Existe un códice escurialense manuscrito de las fábulas.